# William Martínez
William Martínez, né le 13 janvier 1928 à Pueblo Victoria (Montevideo) et mort le 28 décembre 1997, est un footballeur international uruguayen évoluant au poste de défenseur.

## Biographie
William Martínez évolue principalement dans des clubs uruguayens : le Club Nacional de Football de 1943 à 1956, le Racing Club de Montevideo de 1947 à 1948, le Rampla Juniors de 1948 à 1954, de 1963 à 1967 et de 1968 à 1969, Peñarol de 1955 à 1962, le Centro Atlético Fénix de 1969 à 1970 et le Central Español en 1970. Il passe aussi une saison en Colombie, à l'Atlético Junior.
Il est sélectionné en équipe d'Uruguay de football où il joue cinquante-quatre matches, dont cinq de la Coupe du monde de football de 1954 où les Uruguayens terminent quatrièmes. Il fait aussi partie du groupe du Mondial 1950 remporté par la sélection, mais ne joue aucun match de cette édition.

## Palmarès
Avec l'équipe d'Uruguay de football
- Vainqueur de la Coupe du monde de football de 1950.
- Vainqueur de la Copa América 1956.

Avec Peñarol
- Vainqueur de la Coupe intercontinentale en 1961.
- Vainqueur de la Copa Libertadores en 1960 et 1961.
- Vainqueur du Championnat d'Uruguay de football en 1958, 1959, 1960, 1961 et 1962.

Avec le Nacional
- Vainqueur du Championnat d'Uruguay de football en 1943 et 1946.
- Vainqueur de la Copa Aldao en 1946.